# Campeonato do Mundo de Hóquei em Patins Feminino
O Campeonato do Mundo de Hóquei em Patins Feminino é a principal competição entre as seleções nacionais femininas do Mundo. 
Esta competição tem lugar de dois em dois anos, tanto na vertente masculina como na feminina, é organizada pelo organismo máximo para este desporto, a World Skate, e faz parte dos Jogos Mundiais de Patinagem.
No Campeonato do Mundo de 2017 os oito melhores países do ranking foram divididos em duas divisões e decidiram a campeã mundial. A divisão B foi nomeada Taça FIRS.
No Campeonato do Mundo de 2019 oito equipas compuseram o Campeonato do Mundo (primeira divisão) e sete a Taça Intercontinental (segunda divisão, cuja denominação anterior era Taça FIRS). As equipas foram divididas em dois grupos de 4 equipas no Campeonato do Mundo e na Taça Intercontinental jogaram entre si (6 equipas).

## Histórico
| Ano  | Local                       | Vencedor  | 2º Lugar  | 3º Lugar      | 4º Lugar       |
| ---- | --------------------------- | --------- | --------- | ------------- | -------------- |
| 1992 | Springe, Alemanha           | Canadá    | Itália    | Nova Zelândia | Países Baixos  |
| 1994 | Tavira, Portugal            | Espanha   | Canadá    | Japão         | Portugal       |
| 1996 | Sertãozinho, Brasil         | Espanha   | Itália    | Portugal      | Brasil         |
| 1998 | Buenos Aires, Argentina     | Argentina | Portugal  | Alemanha      | Brasil         |
| 2000 | Marl, Alemanha              | Espanha   | Portugal  | Argentina     | Alemanha       |
| 2002 | Paços de Ferreira, Portugal | Argentina | Brasil    | Espanha       | Portugal       |
| 2004 | Wuppertal, Alemanha         | Argentina | Brasil    | Espanha       | Portugal       |
| 2006 | Santiago, Chile             | Chile     | Espanha   | Argentina     | Portugal       |
| 2008 | Yurihonjo, Japão            | Espanha   | Portugal  | Argentina     | Estados Unidos |
| 2010 | Alcobendas, Espanha         | Argentina | França    | Espanha       | Alemanha       |
| 2012 | Recife, Brasil              | França    | Espanha   | Colômbia      | Portugal       |
| 2014 | Tourcoing, França           | Argentina | França    | Chile         | Alemanha       |
| 2016 | Iquique, Chile              | Espanha   | Portugal  | Argentina     | França         |
| 2017 | Nanquim, China              | Espanha   | Argentina | Alemanha      | Chile          |
| 2019 | Barcelona                   | Espanha   | Argentina | Chile         | Itália         |
| 2022 | San Juan                    | Argentina | Espanha   | Portugal      | Itália         |
| 2024 | Novara                      | Espanha   | Portugal  | Argentina     | Itália         |

## Tabela de Medalhas
| Ordem | País          | Medalha de ouro | Medalha de prata | Medalha de bronze | Total |
| ----- | ------------- | --------------- | ---------------- | ----------------- | ----- |
| 1     | Espanha       | 8               | 3                | 3                 | 14    |
| 2     | Argentina     | 6               | 2                | 5                 | 13    |
| 3     | França        | 1               | 2                | 0                 | 3     |
| 4     | Chile         | 1               | 0                | 2                 | 3     |
| 5     | Canadá        | 1               | 1                | 0                 | 2     |
| 6     | Portugal      | 0               | 5                | 2                 | 7     |
| 7     | Brasil        | 0               | 2                | 0                 | 2     |
| 7     | Itália        | 0               | 2                | 0                 | 2     |
| 9     | Alemanha      | 0               | 0                | 2                 | 2     |
| 10    | Colômbia      | 0               | 0                | 1                 | 1     |
| 10    | Japão         | 0               | 0                | 1                 | 1     |
| 10    | Nova Zelândia | 0               | 0                | 1                 | 1     |